# Песенка о слухах
«Песенка о слухах» («Песня о слухах», «Слухи», «О слухах и сплетнях», по первой строке известна как «Сколько слухов наши уши поражает…») — авторская песня Владимира Высоцкого. Песня, написанная в 1969 году, в иронической форме передаёт механизм распространения сплетен, иллюстрируя его примерами разной степени абсурдности.

## Краткое содержание
Сколько слухов наши уши поражает,

Сколько сплетен разъедает, словно моль!

Ходят слухи, будто всё подорожает —

абсолютно, —

А особенно — штаны и алкоголь!

Словно мухи, тут и там,

Ходят слухи по домам,

А беззубые старухи

Их разносят по умам!
Песня построена как собрание сплетен на различные темы, в основном о событиях, негативных для какого-то конкретного человека или для общества в целом. Темы включают подорожание и ухудшение качества товаров («Ходят слухи, будто всё подорожает», «Ну а хлеб теперь — из рыбной чешуи»), упразднение популярных услуг («скоро бани все закроют»), ухудшение международной обстановки и козни внешних врагов («Под землёю город строют, — || Говорят — на случай ядерной войны!», «шпионы воду отравили || самогоном»), увольнения и аресты («Мамыкина снимают», «вашего соседа забирают»). Большинство утверждений предваряются традиционными оборотами «говорят», «вы слыхали» и их вариантами. К концу песни в ней появляются даже слухи, касающиеся запрета на сами слухи: «Ходят сплетни, что не будет больше слухов || абсолютно, || Ходят слухи, будто сплетни запретят!» Но последний припев их опровергает — распространение слухов продолжается, как обычно.

## Обстоятельства создания, исполнение и публикация
В собраниях сочинений Высоцкого песня датируется 1969 годом. Представляя её на выступлениях в первые годы после создания, автор связывал её написание с собственным опытом актёра и исполнителя, который сам постоянно становится жертвой сплетен, из-за чего страдает его душевное здоровье. Однак он подчёркивал, что понимает проблему шире, и объяснял, что от сплетен и слухов страдают все люди: «слухи и сплетни очень много убытку нам приносят, и даже они разрушают нервную систему, как, например, уличный шум» (январь 1970); «С ними надо бороться, вот я в песнях это делаю» (сентябрь 1971). Тема сплетен и слухов о нём лично отражена в некоторых других произведениях Высоцкого — в частности, в созданных вскоре после «Песенки о слухах» текстах «Нет меня — я покинул Расею…» (1970) и «Я все вопросы освещу сполна…» (1970/1971).

Высоцкий часто исполнял песню на концертах, и в общей сложности известно свыше 130 её записей, из которых 7 были сделаны уже в год написания между августом и декабрём. До 1973 года ежегодно делалось более десятка фонограмм, в том числе в 1972 году — 36, однако «Песенку о слухах» продолжали записывать каждый год вплоть до года смерти барда: сохранились 3 записи песни, датируемых 1980 годом. Содержание песни за историю её исполнения претерпевало изменения, в некоторых вариантах, в частности, звучали два куплета, не вошедшие в окончательную версию текста в собраниях сочинений:
—Это что ещё! Теперь всё отменяют:
Отменили даже воинский парад!
—Говорят, что скоро всё позапрещают в бога душу,
Скоро всех к чертям собачьим запретят!
...
И поют друг другу — шёпотом ли, в крик ли, —
Слух дурной всегда звучит в устах кликуш, —
А к хорошим слухам люди не привыкли —
Говорят, что это выдумки и чушь!
Ещё один вариант, встречавшийся в концертных исполнениях, включал замену во фразе «шпионы воду отравили, гады, ядом» шпионов на евреев — как считает австрийский филолог-славист Х. Пфандль, это была ироническая отсылка к известным в народе куплетам «Если в кране нет воды, || Значит, выпили жиды».
Определённую проблему для исследователей творчества Высоцкого может составлять тот факт, что одно из названий, под которыми исполнялся данный текст, — «Песня о слухах» — иногда относилось к другому произведению Высоцкого «Нет меня — я покинул Расею!»
Фонограмма и текст песни вошли в 3-ю серию антологии «Песни русских бардов», выпущенной в Париже издательством «ИМКА-Пресс» в 1977 году. Официально Высоцкий согласия на эту публикацию не давал и собственных фонограмм для неё не предоставлял, хотя составитель антологии Владимир Аллой вспоминал, что он знал о предстоящим выходе сборника и радовался этому. Официально в советской печати песня появилась в 1988 году в сборнике «Стихи и песни» (Москва, «Искусство», составитель С. Маги). На виниловую пластинку она попала в том же году — в серии альбомов «На концертах Владимира Высоцкого», которую выпускала фирма звукозаписи «Мелодия», песня под названием «Слухи» появилась на четвёртом диске «Песня о друге», содержавшем записи с концерта 1971 года из коллекции И. Шишкина. Другой вариант исполнения, записанный в студии Михаила Шемякина, вошёл в серию из семи виниловых грампластинок 2013 года.

## Литературный анализ
Высоцковед А. В. Скобелев указывает на злободневность тем, поднимаемых в песне. Помимо собственно критики слухов, которой в конце 1960-х уделялось большое внимание в советской прессе, он отмечает также темы некоторых из вошедших в песню сплетен. В частности, разговоры о подорожании имели под собой реальную основу: если в послевоенный период цены на государственные товары и услуги снижались, то в 1960-е годы по разным причинам начался обратный процесс. Первое увеличение реальных цен было связано с денежной реформой 1961 года и деноминацией рубля, сопровождавшейся округлением цен в большую сторону, а впоследствии цены на предметы роскоши увеличивались напрямую, а на товары массового потребления цена росла как результат их модернизации (зачастую незначительной). Кроме этого, Скобелев указывает на два слуха, привязанных именно к событиям 1969 года. В этом году из двух ежегодных военных парадов на Красной площади — на 1 мая и 7 ноября — остался один, ноябрьский, и в песне появилась строчка «отменили даже воинский парад». На этот же год пришёлся рост недостоверной информации о судьбе Лаврентия Берия, казнённого в 1953 году. В 1969 году ему должно было исполниться 70 лет, и в передачах вещавших на СССР иностранных радиостанций обсуждались версии о том, что он на самом деле не был расстрелян, а скрылся и живёт под вымышленным именем в СССР или за границей. Эти теории нашли отражение в строчках «вашего соседа забирают, || негодяи, || Потому что он на Берию похож!».

Отмечается, что тема слухов (в том числе об авторах стихотворений) разрабатывалась русскими поэтами до Высоцкого. Близко по теме (в особенности к «Нет меня — я покинул Расею!») стихотворение Маяковского «Париж (Кафе)»; у Саши Чёрного в стихотворении «Слухи» встречается и образ, схожий с формулировкой Высоцкого «Словно мухи, тут и там, || Ходят слухи по домам»: 
С крыши в печь, из печки в двери
Так и бегают, как звери.

А. Скобелев также указывает на возможную связь образа «слухи — мухи» с ещё двумя произведениями более ранних авторов. У Алексея Апухтина в стихотворении «Мухи» (1873) говорится «Чёрные мысли, как мухи, всю ночь не дают мне покою», а в стихотворении Лебедева-Кумача «Разносчик слухов» появляется и третья рифма «старухи»: 
Слухи, мухи и старухи —
Все привыкли
рифмовать,
Но у нас — старухи глухи,
И в селе разносит слухи
Бывший лавочников зять.